# Lofioteri
El lofioteri (Lophiotherium cervulum) és una espècie de mamífer perissodàctil extint de la família dels paleotèrids. Se n'han trobat restes fòssils a França.